# Chondrorhyncha rosea
Chondrorhyncha rosea är en orkidéart som beskrevs av John Lindley. Chondrorhyncha rosea ingår i släktet Chondrorhyncha och familjen orkidéer. Inga underarter finns listade i Catalogue of Life.